# 札幌市立もみじの丘小学校
札幌市立もみじの丘小学校（さっぽろしりつ もみじのおかしょうがっこう）は、北海道札幌市厚別区にある公立小学校である。
児童数減で小規模校となっていた札幌市厚別区のもみじ台地域4校（もみじ台小学校、みずほ小学校、もみじ台南小学校、もみじ台西小学校）を統合し、もみじの丘小学校ともみじの森小学校の2校を新設する形で2011年4月に開校した。
札幌市教育委員会の事業である「札幌市学校図書館地域開放事業」の指定校となっている。

## 沿革
- 2010年（平成22年）6月10日 - 札幌市議会において「札幌市立学校設置条例」が改正され、新小学校スタートの日などが正式に決定された[3]。
- 2011年（平成23年）
  - 3月29日 - 午前、開校式挙行し、開校。校舎は、みずほ小学校の校舎を一部改修の上、継続使用[3][4][5]。
  - 4月6日 - 第1回入学式挙行。その新入生を含め、全校児童469名でスタートを切った[5]。

## 通学区域
厚別区
- もみじ台東1丁目
- もみじ台東2丁目
- もみじ台東3丁目
- もみじ台東4丁目
- もみじ台東5丁目
- もみじ台東6丁目
- もみじ台東7丁目
- もみじ台南2丁目
- もみじ台南3丁目（1番〜7番）
- もみじ台南4丁目
- もみじ台南5丁目
- もみじ台南6丁目
- もみじ台南7丁目
- もみじ台北2丁目
- もみじ台北3丁目
- もみじ台北5丁目（1番〜12番）
- もみじ台北6丁目（2番、3番）
- もみじ台北7丁目

## 所在地
〒004-0011 北海道札幌市厚別区もみじ台東4丁目5−1（旧みずほ小学校跡地）